# حزب کمونیست نیجریه (۱۹۶۰)
حزب کمونیست نیجریه (به انگلیسی: The Communist Party of Nigeria) که به اختصار CPN نامیده می‌شود یک حزب سیاسی
کمونیستی در کشور نیجریه است. این حزب در نوامبر ۱۹۶۰ در کانو و توسط کادرهای کنگرهٔ جوانان نیجریه تأسیس شد. این حزب در بدو تأسیس از حزب کمونیست بریتانیای کبیر الهام گرفته شد. با این وجود اساس‌نامهٔ حزب از اساسنامهٔ حزب کمونیست چین در سال ۱۹۴۵ اقتباس شد.
علیرغم این، حزب کمونیست نیجریه از روابط جهانی نسبتاً برکنار ماند و نه با حزب کمونیست شوروی و نه با حزب کمونیست چین ارتباط نزدیکی نداشت. با تأسیس حزب کارگران و دهقانان سوسیالیست نیجریه در سال ۱۹۶۳، حزب کمونیست نیجریه آن را به عنوان «آخرین کوشش از زنجیره اعمال خودخواهانه و اپورتونیستی که بیشتر در راستای ایجاد گسست در جنبش سوسیالیستی نیجریه انجام می‌شود» محکوم کرد.
حزب کمونیست نیجریه CPN به دنبال فرمان ۳۴ حکومت جانسون آگویی ایرونسی در سال ۱۹۶۶ ممنوع شناخته‌شد.